# Neverwinter Nights (игра, 1991)
Neverwinter Nights — массовая многопользовательская ролевая онлайн-игра, разработанная американской компанией Stormfront Studios и выпущенная в 1991 году. Игра поддерживалась с 1991 по 1997 год в сети интернет-провайдера AOL, крупнейшего в США в те годы. Neverwinter Nights была первой многопользовательской компьютерной ролевой игрой, использовавшей компьютерную графику, а не только текстовый интерфейс.

## Геймплей
Neverwinter Nights, основанная на настольной ролевой игре Dungeons & Dragons, была схожа по геймплею с другими играми в серии Gold Box. В начале игрок должен был создать своего персонажа. Основной игровой процесс происходил на разделённом на несколько частей экране — в одной из них демонстрировалось графическое изображение местности, других персонажей и событий. В прочих частях экрана отображались текстовые взаимодействия, имена персонажей и информация об их состоянии. Если игрок вступал в битву, игровой процесс переключался на полноэкранный режим боя, в котором игровые персонажи и их враги были представлены статичными изображениями. Игроки могли соревноваться друг с другом в иерархическом рейтинге, отображавшем их успехи в игре; наиболее известным из таких рейтингов был World PVP Council (WPC) Ladder

## История
Neverwinter Nights была разработана совместно компаниями AOL, Stormfront Studios, SSI, и TSR, и её называют первой графической ролевой онлайн-игрой в истории.
Stormfront Studios и геймдизайнер Дон Дэглоу работали совместно с интернет-провайдером AOL (ранее Quantum Computer Services) над оригинальными онлайн-играми, как графическими, так и текстовыми — с 1987 года. Quantum Computer Services в это время предоставляла онлайн-сервис Quantum Link, предназначенный для подключения компьютеров Commodore 64 к единой сети и имевший несколько тысяч подписчиков в США и Канаде. Онлайн-графика в конце 1980-х годов была строго ограничена скоростью передачи данных по модемным линиям (300 бит в секунду). С 1989 года Stormfront Studios начала сотрудничать с компанией Strategic Simulations по работе над играми, основанными на настольной ролевой игре Dungeons & Dragons, используя собственный движок Strategic Simulations Gold Box — на нем уже было выпущено несколько игр, начиная с Pool of Radiance (1988). В течение нескольких месяцев разработчики Stormfront Studios поняли, что технически возможно объединить движок Gold Box с игровым процессом онлайн-игр — иными словами, создать графическую игру, в которой могли бы взаимодействовать десятки и сотни игроков. К этому времени уже существовала только одна многопользовательская графическая онлайн-игра Air Warrior — многопользовательский авиасимулятор, разработанный компанией Kesmai; все компьютерные ролевые онлайн-игры того времени были основаны на тексте.
На нескольких встречах в Сан-Франциско и Лас-Вегасе с представителями AOL, TSR и SSI Дэглоу и программист Катрин Матага смогли убедить партнеров, что такой проект действительно возможен. Финансирование для Neverwinter Nights было выделено, и работы начались. Игра была запущена 18 месяцев спустя, в марте 1991 года. Дэглоу выбрал из возможных мест действия игры вымышленный город Невервинтер, ранее появлявшийся в Dungeons & Dragons, в силу его волшебных особенностей — город стоит на теплой реке, вытекающей из снежного леса и впадающей в северное море, что позволяло показать в игре самые разные типы местности. Это место действия также было достаточно близко в сеттинге Forgotten Realms к местам действия других игр серии Gold Box, что позволило переносить отдельные элементы из однопользовательских игр в онлайн-игру и обратно.
В конце июня 1997 года компания AOL объявила, что прекратит поддержку игры 19 июля 1997 года. Другие онлайн-игры AOL были перенесены на платный онлайн-сервис World Play, но Neverwinter Nights была просто закрыта.

## Продажи
В 1991 году серверы игры поддерживали до 50 игроков одновременно; это число увеличилось до 500 игроков к 1995 году. В поздние годы игра была бесплатной для абонентов AOL. В конце существования игры в 1997 году в игре было 115 000 игроков, причем в вечерние «часы пик» количество игроков в онлайне доходило до 2000 — рекордного для того времени.

## Популярность и наследие
Популярность игры была в значительной степени основана на деятельности самих игроков — они объединялись в гильдии, организовывали множество встреч и мероприятий в самой игре. Студия Bioware, лицензировав права на Neverwinter Nights, рассчитывала привлечь эту преданную фанатскую базу, когда приобрела у AOL и TSR права на название — итогом стала компьютерная ролевая игра Neverwinter Nights, выпущенная в 2002 году. Игра незапланированно привлекла особое внимание прессы, когда появилась в кампании социальной рекламы Don't Copy That Floppy («Не копируйте эту дискету») от Ассоциации издателей программного обеспечения (Software Publishers Association).
В 1998 году начались работы по разработке клона Neverwinter Nights, названного Forgotten World (с англ. — «Забытый мир»).
После выпуска в 2002 году игры Neverwinter Nights от BioWare — включавшей в себя многопользовательский режим, но в целом рассчитанной на однопользовательскую игру — группа бывших игроков в оригинальную Neverwinter Nights использовала набор инструментов Aurora, включенный в новую игру, чтобы воссоздать на её движке подобие оригинальной Neverwinter Nights, хотя и с ограниченным количеством игроков. Этот проект под названием Neverwinter Nights: Resurrection имел ограниченный успех, но поддерживался очень долгое время — его серверы были закрыты лишь 31 июля 2012 года.
В 2012 году одиночная версия Neverwinter Nights была выпущена для Unlimited Adventures после двух лет разработки.

## Отзывы
Игре был посвящен обзор, опубликованный в 1992 году в журнале Dragon # 179. Обозреватели Хартли и Патрисия Лессер и Кирк Малер в колонке «Роль компьютеров» дали игре 4 из 5 звезд.

Поклонники серии Gold Box знают, чего ожидать... и человеческая составляющая делает игру еще лучше.
— Computer Gaming World

...сотни преданных игроков пережили множество приключений в одном общем городе между 1991 и 1997 годом, когда AOL перекрыла игре кислород; политика, гильдии, альянсы — все они быстро сформировали социальное сообщество, которое было гораздо важнее, чем собственно игра.
— GameSpy
В 2008 году Neverwinter Nights была наряду с EverQuest и World of Warcraft удостоена 59-й ежегодной Технической премия «Эмми» за содействие продвижению MMORPG как формы искусства. Дон Дэглоу принял награду от лица Stormfront Studios, AOL и Wizards of the Coast.

## Сноски
1. 1 2  Bainbridge, William Sims. Berkshire Encyclopedia of Human-Computer Interaction (англ.). — Berkshire Publishing Group[англ.], 2004. — Vol. 2. — P. 474. — ISBN 0-9743091-2-5.. — «It already had the game Neverwinter Nights, but that could handle "only" five hundred simultaneous players; the demand was much greater.».
2. ↑  The Original Neverwinter Nights 1991-1997 Архивировано 3 марта 2016 года.
3. ↑  Stormfront Studios Honored At 59th Annual Emmy Technology Awards For Creating First Graphical Online Role-Playing Game Архивировано 5 апреля 2012 года. MCV, January 10, 2008
4. 1 2  Chase, John (30 июня 1997). Lights out on Neverwinter Nights. Daily Herald. Архивировано 9 января 2018. Дата обращения: 24 сентября 2012. – с помощью HighBeam Research  (требуется подписка)
5. ↑  Gamers Claim AOL Is Playing Bait-and-Switch Архивировано 25 октября 2012 года. Wired, June 24, 1997
6. ↑  Neverwinter Nights Interview Архивировано 10 января 2013 года. FiringSquad, September 17, 1999
7. ↑  12 Forgotten Online Games Архивировано 27 июля 2014 года. PCMag.com
8. ↑  Archived copy. Дата обращения: 16 октября 2012. Архивировано 18 июля 2012 года. nwvault.ign.com
9. ↑  Neverwinter Nights-Offline Архивировано 21 декабря 2014 года. UA Archive